# Battaglia di Raab
La battaglia di Raab (in ungherese Győri csata) fu combattuta il 14 giugno 1809 nel corso delle guerre napoleoniche tra le forze franco-italiane e quelle austriache. Fu combattuta nei pressi di Győr (Raab in tedesco) in Ungheria, e terminò con la vittoria franco-italiana. Questa vittoria impedì all'arciduca Giovanni d'Asburgo-Lorena di portare i rinforzi alla battaglia di Wagram, mentre gli uomini del principe Eugenio di Beauharnais riuscirono a creare un collegamento con Napoleone Bonaparte a Vienna, in tempo per combattere a Wagram. Napoleone definì la battaglia "una nipote di Marengo e Friedland", dato che si giocò nell'anniversario di queste due battaglie.

## Campagna

### Primi movimenti
Durante la campagna del 1809 in Italia, il viceré Eugenio di Beauharnais guidò l'esercito franco-italiano mentre il generale Giovanni d'Asburgo-Lorena comandò l'esercito austriaco. Allo scoppio della guerra, Giovanni si attivò velocemente per sconfiggere l'avversario nella battaglia di Sacile del 16 aprile. Questa vittoria respinse Eugenio oltre l'Adige. Il fronte rimase statico per alcune settimane nonostante gli attacchi di Eugenio nella battaglia di Caldiero. Nel frattempo una forza austriaca bloccò i corpi del generale di divisione Auguste Marmont in Dalmazia. Dopo la sconfitta subita dagli austriaci nella battaglia di Eckmühl, Giovanni ricevette l'ordine di ritirarsi per coprire il fianco sinistro dell'esercito in Germania meridionale.

### Ritirata austriaca
Giovanni combatté Eugenio in una difficile azione di retroguardia nella battaglia del Piave dell'8 maggio. Fino a quel momento Giovanni e i suoi uomini avevano combattuto bene. Probabilmente Giovanni commise un grave errore dividendo il proprio comando. Con la maggior parte dell'esercito si diresse a nordest. La seconda settimana di maggio Giovanni e il Feldmarschallleutnant Albert Gyulai si trovavano a Tarvisio con 8 340 uomini. I 13 060 uomini del Feldmarschalleutnant Johann Maria Philipp Frimont si trovavano nelle vicinanze di Villaco. Ignaz Gyulai e i suoi 14 880 uomini del IX Armeekorps difendevano l'area di Lubiana a sudest di Villaco. Lontano a ovest-nordovest, Johann Gabriel Chasteler de Courcelles e 17460 soldati dell'VIII Armeekorps controllavano la regione di Innsbruck. Franjo Jelačić e 10 200 uomini della divisione settentrionale si trovavano a Salisburgo a nordovest. Infine il maggior generale Andreas von Stoichewich utilizzava 8 100 uomini per bloccare Marmont in Dalmazia a sud di Lubiana. A questo punto buona parte delle forze di Giovanni erano costituite da fanteria landwehr raccolta in fretta.

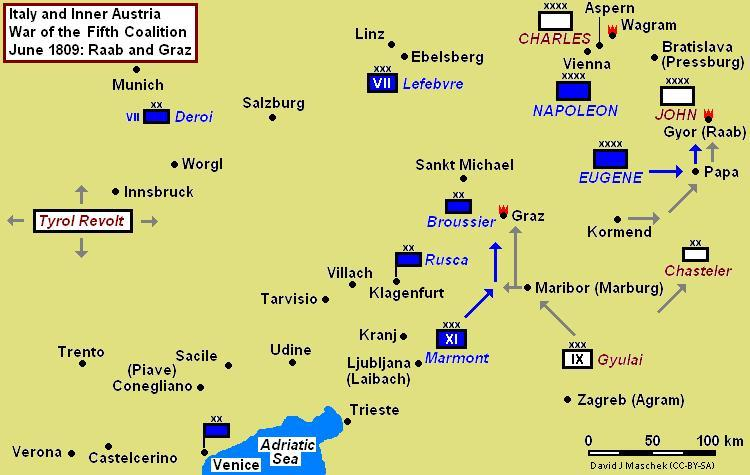
Mappe delle battaglie di Raab (14 giugno) e Graz (24–26 giugno).

Il 13 maggio il maresciallo François Joseph Lefebvre e un esercito bavarese distrussero parte dei corpi di Chasteler nella battaglia di Wörgl nei pressi di Innsbruck. Il 17 maggio Giovanni ricevette l'ordine di tagliare le comunicazioni della Grande Armata di Napoleone Bonaparte spostandosi a nord. L'arciduca ritardò troppo l'esecuzione di quest'ordine. Nonostante fosse isolato, Jelačić rimase nei pressi di Salisburgo fino al 19 maggio. Quando infine si mosse fu troppo tardi. I francesi del generale Paul Grenier fecero a pezzi la divisione settentrionale nella battaglia di Sankt Michael del 25 maggio. Giovanni si chiuse a Graz, ma quando seppe del disastro di Jelačić decise di ritirarsi ad est fino in Ungheria.
A maggio, un piccolo gruppo di fanteria grenzer difese eroicamente i passi di montagna nella battaglia di Tarvisio. A Malborghetto-Valbruna 400 soldati difesero un fortino contro 15000 francesi, tra il 15 e il 17 maggio; solo 5 uomini sopravvissero. I francesi ammisero 80 caduti. Presso il forte del passo del Predil, 250 austriaci e 8 cannoni respinsero 8500 francesi per tre giorni. Il 18 maggio, quando la postazione fu infine conquistata, i grenzer furono tutti uccisi. I francesi riconobbero 450 caduti. A Tarvisio Eugenio sconfisse sonoramente la piccola divisione di Albert Gyulai.
A metà maggio Marmont sconfisse Stoichewich nella campagna di Dalmazia. Si spostò a nord e giunse a Lubiana il 3 giugno. Qui Marmont si unì al generale Jean-Baptiste Broussier e combatté gli austriaci di Ignaz Gyulai nella battaglia di Graz del 24-26 giugno. I suoi 11000 uomini, più quelli di Broussier, fecero una marcia forzata per raggiungere Napoleone nei pressi di Vienna e combattere la battaglia di Wagram.
Giovanni si unì alle milizie ungheresi insorte a Győr (Raab). Era intenzionato ad attraversare il Danubio portandosi sulla riva settentrionale attraverso Presburgo, l'odierna Bratislava, per potersi unire all'esercito principale, comandato dal fratello Carlo d'Asburgo-Teschen, generalissimo dell'esercito austriaco. Napoleone ordinò ad Eugenio di inseguire e distruggere l'esercito di Giovanni. Le truppe franco-italiane raggiunsero gli austriaci a metà giugno obbligando Giovanni allo scontro.

## Battaglia

### Piani
Nonostante l'esercito di Giovanni composto da 35 000 uomini fosse solo poco più piccolo di quello di Eugenio (40 000 soldati), la qualità dei suoi uomini era nettamente inferiore. Molte migliaia di austriaci erano landwehr poco addestrati (19 000 uomini) o insorti ungheresi (16 000). L'arciduca Giovanni lo sapeva e cercò di combattere occupando una posizione forte. L'arciduca Giuseppe Antonio Giovanni d'Asburgo-Lorena era superiore in grado di Giovanni ed era presente sul campo, ma fu in realtà Giovanni a comandare l'esercito.

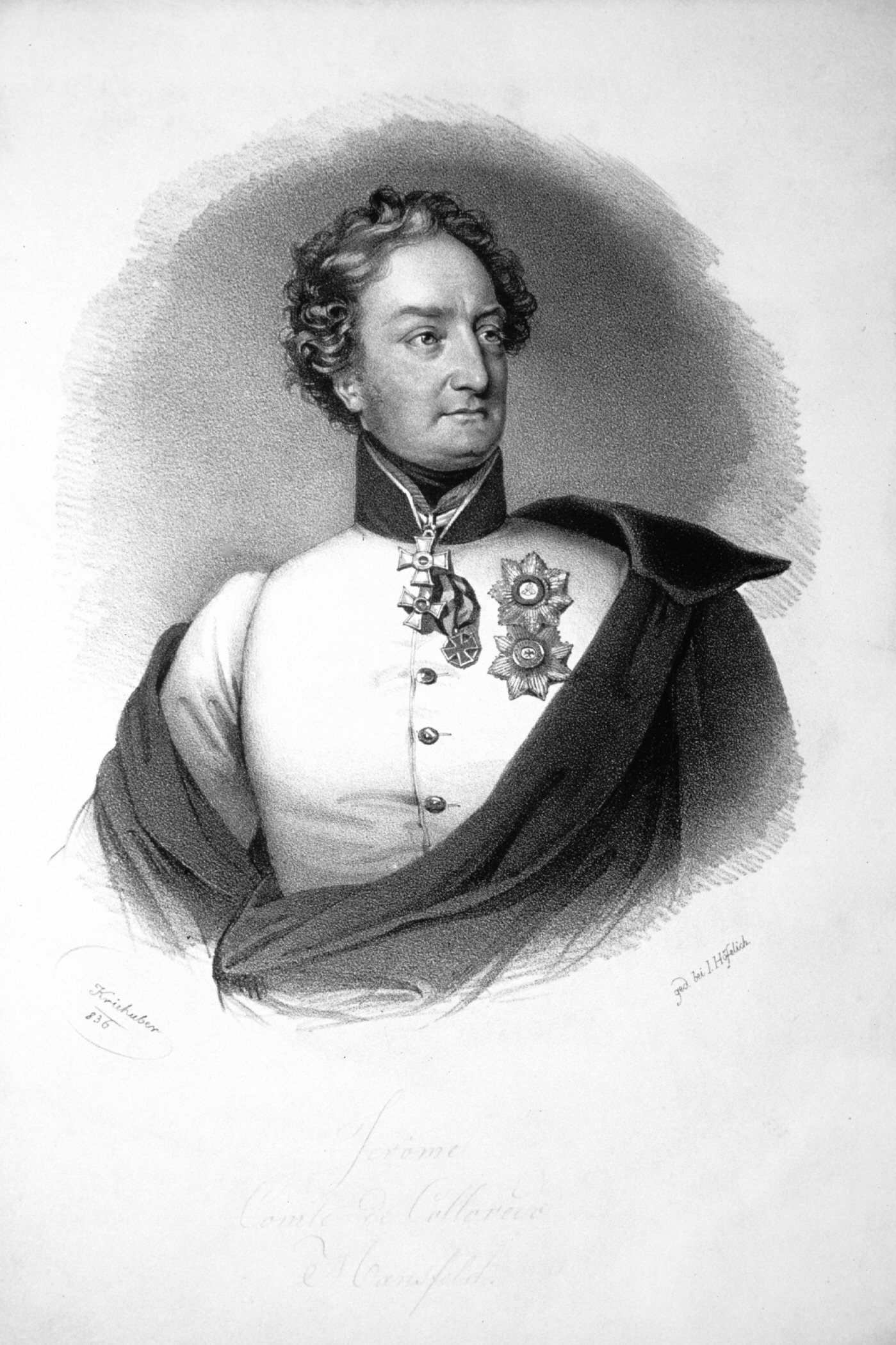
Hieronymus von Colloredo-Mansfeld, che guidò il centro dell'esercito austriaco.

Giovanni portò i propri uomini oltre il torrente Pándzsa, rivolgendosi verso ovest. Il Pándzsa scorreva all'incirca da sud a nord lungo il suo fronte, sfociando nel fiume Raab a nord. Nelle vicinanze del campo di battaglia il Raab correva da ovest ad est, proteggendo il fianco settentrionale di Giovanni. La fortezza di Győr si trovava sul lato meridionale del fiume, poco a nordest degli austriaci. Giovanni sperava che le fangose rive del Pándzsa a sud avrebbero scoraggiato l'accerchiamento francese in quella direzione. La fattoria Kis-Megyer si trovava sulla riva orientale del Pándzsa. Poco ad est della fattoria Kis-Megyer si trovava la collina di Szabadhegy. Sul lato settentrionale di quella collina si trovava l'omonimo borgo.
Giovanni schierò i 5 947 cavalieri di Mécsery a difendere il fianco sinistro oltre il Pándzsa. Trasformò la fattoria Kis-Megyer in una roccaforte ponendoci i 7 778 fanti di Hieronymus von Colloredo-Mansfeld. I 7 517 soldati di Jelačić difesero il fianco destro di fronte al borgo di Szabadhegy, mentre la riserva di 7 863 uomini di Frimont rimase sul colle Szabadhegy. I 1 546 cavalieri dell'oberst Bésán si disposero sul campo tra il fianco destro di Jelačić e il fiume Raab. Davidovich si dispose sulla riva settentrionale del fiume con circa 4 000 miliziani ungheresi.
Eugenio assegnò Emmanuel de Grouchy al comando dei 5 371 uomini delle divisioni di cavalleria di Montbrun, Guèrin e Colbert. Questi si misero sul fianco destro (sud) con l'intenzione di aggirare il fianco sinistro di Giovanni. Eugenio ordinò a Grenier di assaltare il centro austriaco con i 15 662 uomini delle sue due divisioni. A d'Hilliers fu detto di attaccare la destra austriaca con gli 8 315 soldati della sua divisione. Eugenio tenne in riserva gli uomini di Grouchy, i 5 166 fanti di Pacthod e i 1 280 cavalieri di Sahuc, oltre ai 1 470 dragoni di Pully e le 2 438 guardie italiane di Lechi.

### Combattimento

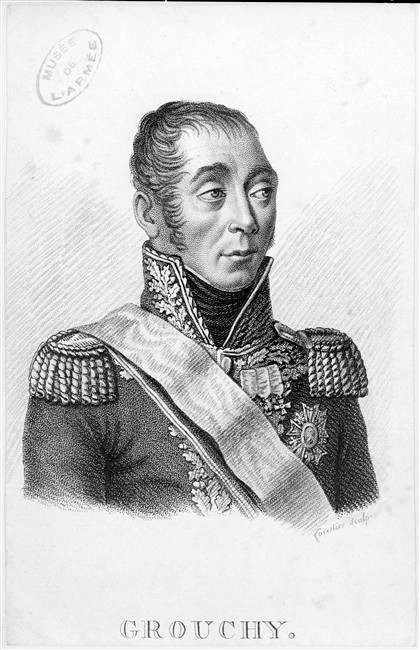
Emmanuel de Grouchy, la cui cavalleria fu la chiave della vittoria francese.

Durante il primo scontro gli uomini di Durutte attraversarono il Pándzsa e conquistarono la fattoria Kis-Megyer, ma gli austriaci ne ripresero subito il possesso. Nel corso dell'aspra battaglia la fattoria passò di mano cinque volte. Alla fine Giovanni impegnò l'intera brigata di Kleinmeyer. Quattro dei battaglioni di Grenier e i soldati del 19º reggimento di fanteria di Alvinczi respinsero le truppe di Seras, prima di occuparsi della divisione di Durutte nei pressi della fattoria. Nel frattempo la divisione di Severoli respinse Jelačić e conquistò parte del borgo di Szabadhegy. Giovanni mandò la brigata di Gajoli dalla riserva a fronteggiare questa minaccia. Il contrattacco austriaco riuscì a seminare il panico tra gli uomini di Grenier e d'Hilliers, che rinunciarono al terreno conquistato e si ritirarono al sicuro sulla sponda occidentale del Pándzsa.
Capendo che i tre cannoni austriaci non avrebbero potuto difendere il miglior attraversamento sul Pándzsa, Grouchy ordinò ai suoi 12 cannoni di fare fuoco. Il fuoco francese bloccò l'artiglieria nemica, permettendo alla cavalleria di Grouchy di iniziare il guado del torrente. Quando la cavalleria francese caricò, coperta dalle cannonate, gli Ussari fuggirono. Solo il 7º reggimento Ussari di Ott e il 2° di Giuseppe Antonio Giovanni d'Asburgo-Lorena opposero resistenza subendo pesanti perdite. Grouchy guidò i propri uomini a sinistra per accerchiare il fianco sinistro di Giovanni.
Posto di fronte ad una crisi, Giovanni ridispose le sue truppe a forma di L. Il suo fianco destro correva lungo il Pándzsa, ma presso la fattoria Kis-Megyer la linea dovette volgersi a sud lungo la collina Szabadhegy. Giovanni inviò la cavalleria di Bésán dal fianco destro a coprire il nuovo fianco sinistro ad est del colle Szabadhegy. Nel suo secondo assalto, Eugenio utilizzò la divisione di Pacthod e le guardie italiane di Lechi facenti parte della riserva. Il secondo assalto di fanteria si fece strada lentamente. Infine, le guardie italiane ripulirono la fattoria Kis-Megyer. Giovanni, temendo l'accerchiamento della cavalleria di Grouchy, ordinò una ritirata verso nordest nella fortezza di Győr.

## Esito
I franco-italiani subirono 4 000 morti e feriti. Gli austriaci ebbero 747 caduti, 1758 feriti e 2408 catturati, per un totale di 4913 unità perse. Vi furono anche 1322 dispersi, che portano il totale a 6235 uomini. L'esercito di Giovanni si ritirò a nordest a Komárno, lasciando una guarnigione a Győr. La fortezza, difesa da 2 500 soldati, si arrese il 22 giugno dopo una debole resistenza.
Digby Smith, uno storico, scrisse:
(Smith, p. 316)
Eugenio si riunì presto a Napoleone con 23 000 soldati. Mentre questi uomini combatterono la battaglia di Wagram, Giovanni riuscì a portare sul campo solo 12 000 uomini, giunti comunque troppo tardi per avere effetti positivi.